# Infanterie française pendant la Première Guerre mondiale

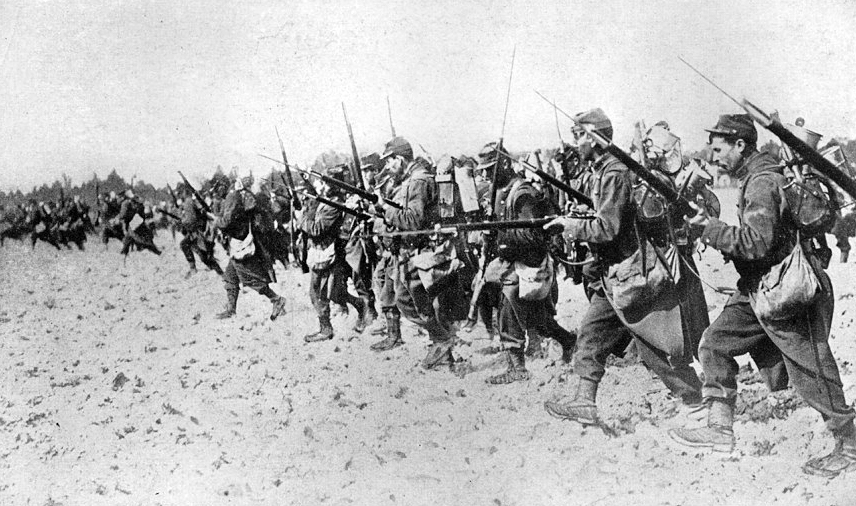
Une compagnie d'infanterie française chargeant à la baïonnette pendant les grandes manœuvres militaires, juste avant la Première Guerre mondiale.

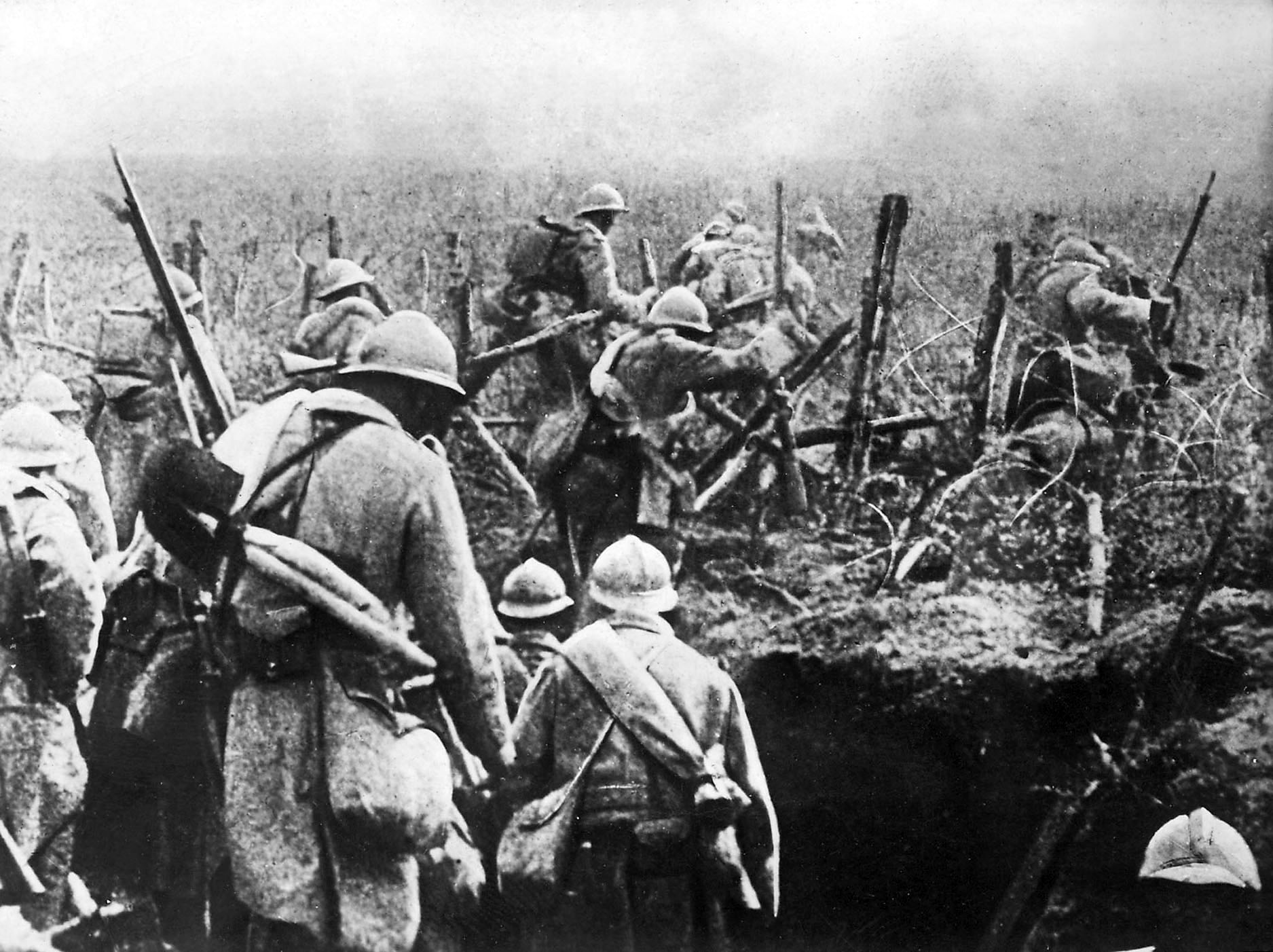
Soldats français à l'assaut sortant de leur tranchée pendant la bataille de Verdun, 1916.

L'infanterie française durant la Première Guerre mondiale est l'arme qui déplore le plus de pertes durant le conflit. Initialement organisée comme une armée du XIXe siècle avec un uniforme suranné et une doctrine dépassée, elle a dû sous peine de disparaître sous l'effet de l'attrition entreprendre un effort de mutation colossal. De nouvelles armes, de nouvelles organisations testées au prix de nombreux morts, lui permettront de devenir une des armes les plus performantes et d'être un des acteurs majeurs de la victoire finale des troupes alliées.
Dans l'imaginaire collectif, le soldat de la Première Guerre mondiale est un soldat en pantalon rouge qui charge à la baïonnette les mitrailleuses allemandes masquées puis rapidement devient le poilu, le fantassin représenté avec son uniforme bleu horizon et son casque Adrian.

## L'infanterie française en 1914

### Organisation
Il existe plusieurs troupes d'infanterie au sein de l'armée française. Dans l'armée métropolitaine, on trouve la majorité des régiments d'infanterie épaulés par des bataillons de chasseurs à pied ou de chasseurs alpins. L'armée d'Afrique dispose de régiments de zouaves, de tirailleurs et de la légion étrangère enfin les troupes coloniales sont formées de régiments coloniaux composés majoritairement d'engagés métropolitains et de bataillons de tirailleurs formés d'engagés issus des colonies. Excepté pour les bataillons de chasseurs, la composition des bataillons est identique pour les différentes troupes.

#### Organisation générale
L'armée française en 1914 est constituée de 21 corps d'armée. Chaque corps d'armée est formé de 2 divisions d'active à deux brigades d'infanterie de 2 régiments à trois bataillons, d'un régiment d'infanterie de réserve à deux bataillons, d'un régiment d'artillerie de campagne à trois groupes, d'un escadron de cavalerie et d'une compagnie du génie.

#### Organisation du bataillon
Le bataillon d'environ 1000 combattants, dirigé par un commandant, est scindé en quatre compagnies de 250 hommes commandées par un capitaine et une section de mitrailleuses. Chaque compagnie est divisée en deux pelotons d'environ 120 hommes dirigés par des lieutenants. Les pelotons sont formés de deux sections formées de 60 combattants commandées par des lieutenants, sous-lieutenants ou adjudants. Les sections se décomposent en deux demi-sections d'environ 30 hommes aux ordres de sergent. Chaque demi-section est formée de deux escouades de 15 hommes dirigées par un caporal. Du fait du manque d'effectif en sous-officier au début du conflit, l'unité de combat de l'infanterie est la section.

### Uniforme et armement

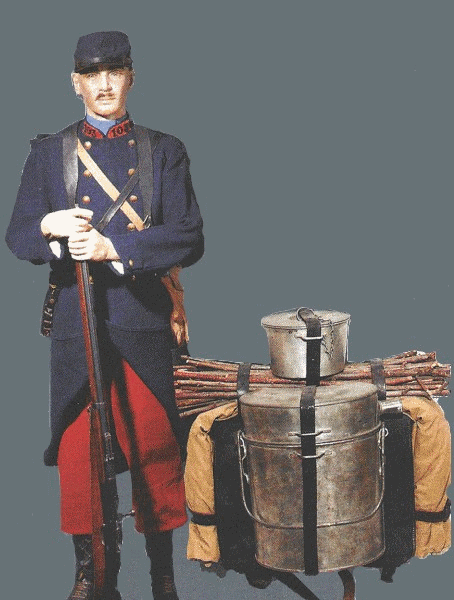
Un soldat français, son arme et son sac à dos : en plus de son fusil (4.4 kg), il doit porter un sac de 8.3 kg.

#### Uniforme
En 1914, l'uniforme de l'infanterie est dépassé et date du siècle précédent. Ainsi le fantassin est habillé d'un pantalon rouge datant de 1867, renforcé en 1887 par une doublure en bas du pantalon pour limiter l'usure des guêtres ; d'une capote modèle 1877 en drap de laine gris de fer bleuté se fermant par deux rangées de 6 boutons semi-bombés de cuivre ; d'un képi modèle 1884 rouge et bleu avec la jugulaire et la visière en cuir noir et d'un ceinturon de cuir teinté en noir avec des bretelles en suspension et trois cartouchières dotées chacune de 40 cartouches.

#### Armement
Le fantassin est doté du fusil Lebel modèle 1886 M.93, un fusil de grande précision et rustique de portée maximale annoncée 4.200 mètres avec une vitesse initiale de 720 m/s. Il peut contenir jusqu'à 10 cartouches devant être chargées manuellement. Il est considéré comme démodé par rapport au fusil allemand doté de chargeurs à 5 cartouches ou au fusil anglais disposant de lames de chargeurs.

Le fantassin français dispose également d'une épée baïonnette, une pique cruciforme surnommée Rosalie se fixant sur le fusil Lebel. Cette baïonnette permet, en effectuant un quart de tour dans le corps de l'adversaire, de provoquer une hémorragie fatale. Elle est longue de 638 mm pour un poids de 460 g.

### Moyens mise en œuvre

#### Effectifs
Après la guerre de 1870, la France met en place un système de conscription par tirage au sort pour un service militaire de 5 ans. En 1905, ce système est généralisé à l'ensemble de la classe d'âge en revanche la durée du service est ramenée à 2 ans. Cette modification entraîne la présence d'un seul contingent instruit en hiver, laissant les troupes de couverture dans une situation précaire. En temps de paix, une compagnie a un effectif d'environ 116 hommes, cet effectif est souvent plus faible, des hommes étant réquisitionnés pour d'autres taches au sein du régiment. Ce faible effectif permet à de nombreux capitaines de commander à la voix leur unité chose impossible à effectif de guerre.
L'augmentation successive des budgets militaires allemands en 1911 et en 1913 entraînent une augmentation importante des effectifs outre-Rhin. En réaction, un décret du 3 février 1912 met en place un début de conscription en Algérie pour suppléer le manque d'engagés volontaires et favoriser le réengagement des soldats. La France vote la Loi des cadres de l'infanterie 23 décembre 1912 créant 10 nouveaux régiments d'infanterie par un décret du 19 mars 1913 la réorganisation des bataillons de forteresses en régiment d'infanterie et portant l'effectif des compagnies en temps de paix à 140 hommes et 200 hommes pour les unités frontalières (wiki plan 17, partie mobilisation). Cette loi entraîne la création de quatre nouveaux bataillons de zouaves permettant le rapatriement des troupes de chasseurs alpins déployés au Maroc.
Le décret du 25 mars 1913 entraîne la création de 5 nouveaux régiments de tirailleurs. Le décret du 23 septembre 1913 est à l’origine de la création du 21e corps d'armée et de la 43e division d'infanterie. La France augmente également la durée du service national à 3 ans avec la loi dite des Trois ans votée à l'Assemblée le 19 juillet 1913 et le 7 août 1913 au Sénat, lui permettant de faire passer le nombre d'hommes sous les drapeaux de 480 000 à 750 000 hommes. Cette augmentation permet aux unités aux frontières d'avoir des effectifs plus proches des standards théoriques. L'augmentation de la durée du service augmente le nombre de soldats disponibles mais l'encadrement ne suit pas : le nombre de sous-officiers ne progresse pas aussi rapidement.

#### Formation des cadres
En réponse à la défaite de 1870, la France met en place un système de formation des officiers supérieurs calqué sur le modèle allemand. En 1876, l'École supérieure de guerre est ainsi créée lors de la formation de l'armée de conscription pour répondre à l'augmentation des besoins en officiers. Les officiers peuvent postuler à l'école supérieure de guerre après 5 années d'activité dont 3 années dans un corps de troupe. Ils sont initialement issus du rang pour moitié ou de l'école Polytechnique et de Saint-Cyr. Afin d'améliorer la qualité du recrutement, les officiers brevetés ont ensuite un avancement privilégié. Après quelques années de fonctionnement, la majorité des élèves est issue des grandes écoles militaires, Polytechnique dans un premier temps puis Saint-Cyr avec la modification des conditions d'examens.
L'école supérieure de guerre accueille environ 80 à 100 élèves par promotion pour un cursus de 2 années composé de cours théoriques de stratégie et de tactique militaire. Les officiers brevetés sont ensuite employés au ministère de la Guerre, avant de retrouver un commandement opérationnel. Ce fonctionnement présente le défaut de ne pouvoir appliquer les notions développées au sein de l'école supérieure de guerre qu'après 20 ans de service.

#### Formation de la troupe
L'encadrement de la troupe par les sous-officiers est faible dans l'armée française en comparaison de l'armée allemande. Une compagnie d'infanterie française dispose de 3 officiers et 7 sous-officiers tandis qu'une compagnie d'infanterie allemande est encadrée par 4 officiers et 18 sous-officiers. Cette pénurie importante chez les sous-officiers français a pour origine des conditions financières peu flatteuses et des campagnes anti-militaristes ciblant spécifiquement cette classe. Les meilleurs sous-officiers tentent le concours d'officier, la grande masse des sous-officiers est donc constituée de conscrits dont les connaissances sont à peine supérieures à celle du soldat de base.
La formation de la troupe elle-même est déficiente lors du service militaire et lors de la mise en réserve. Ainsi, les troupes sont très mal préparées au tir, les différents règlements de l'infanterie de 1906 ou 1914 ne donnent pas d'indications sur l'instruction au tir qui dès lors est sous la responsabilité des chefs de compagnies. L'allocation des cartouches est déterminée chaque année par circulaire ministérielle et limite le nombre de tirs possible par soldat : en moyenne un soldat d'active peut tirer 170 cartouches par an, un réserviste 32 et un territorial 25. Il en résulte peu de tirs individuels sur objectifs à courte distance mais des tirs de masse d'une justesse douteuse pour saturer la zone de balles.
La pénurie de moyens dans l'armée d'active est encore plus frappante pour les troupes de réserve, l'encadrement est largement en sous-effectif dès 1905 il manque plus de 6000 officiers pour l'infanterie. Pour remédier à cette pénurie, un brevet d'aptitude militaire est créé en 1905. Ce brevet ne se développera vraiment qu'à partir de 1911 lorsque les brevetés auront la possibilité de choisir leur lieu de casernement. À partir de 1908, les troupes de réservistes sont convoquées durant 40 jours pour leurs obligations militaires, cette durée descend à 9 jours pour les troupes territoriales. L'absentéisme est cependant supérieur à 30 %. La formation y est également mauvaise, le matériel n'est pas en quantité et n'est pas moderne. De plus l'armement de cette masse d'hommes suscite des craintes chez certains hommes politiques qui la considère comme l'équivalent de la garde nationale avec les risques de contrôle ou d'absence de contrôle inhérent.

#### Camps d'entrainement
L'armée française déplore un déficit de camp d'entraînement. En 1911, elle ne dispose que 8 camps dont 4 de plus de 6000 hectares. Ce sont les camps de Châlons et de Mailly pouvant accueillir un corps d'armée et des camps de La Courtine, Coëtquidan, Sissonne et le Valdahon pouvant à terme accueillir une division et des camps du Larzac et de Souge ne pouvant être agrandis. Ces camps ne permettent pas plus de 15 jours d'instruction pour les troupes par an. Certains corps d'armée sont trop éloignés de ces derniers et ne peuvent s'y rendre et se former au combat inter-armes. Des projets de créations de 6 nouveaux camps accueillant des divisions sont proposés mais des contraintes budgétaires limitent les achats de terrain.
En 1913, avec la loi sur le passage à trois ans du service militaire, des aménagements sont réalisés sur d'anciens polygones d'artillerie ou de champ de tir d'infanterie pour assurer la cohésion et la reprise en main des troupes de réserve.

#### Manœuvres

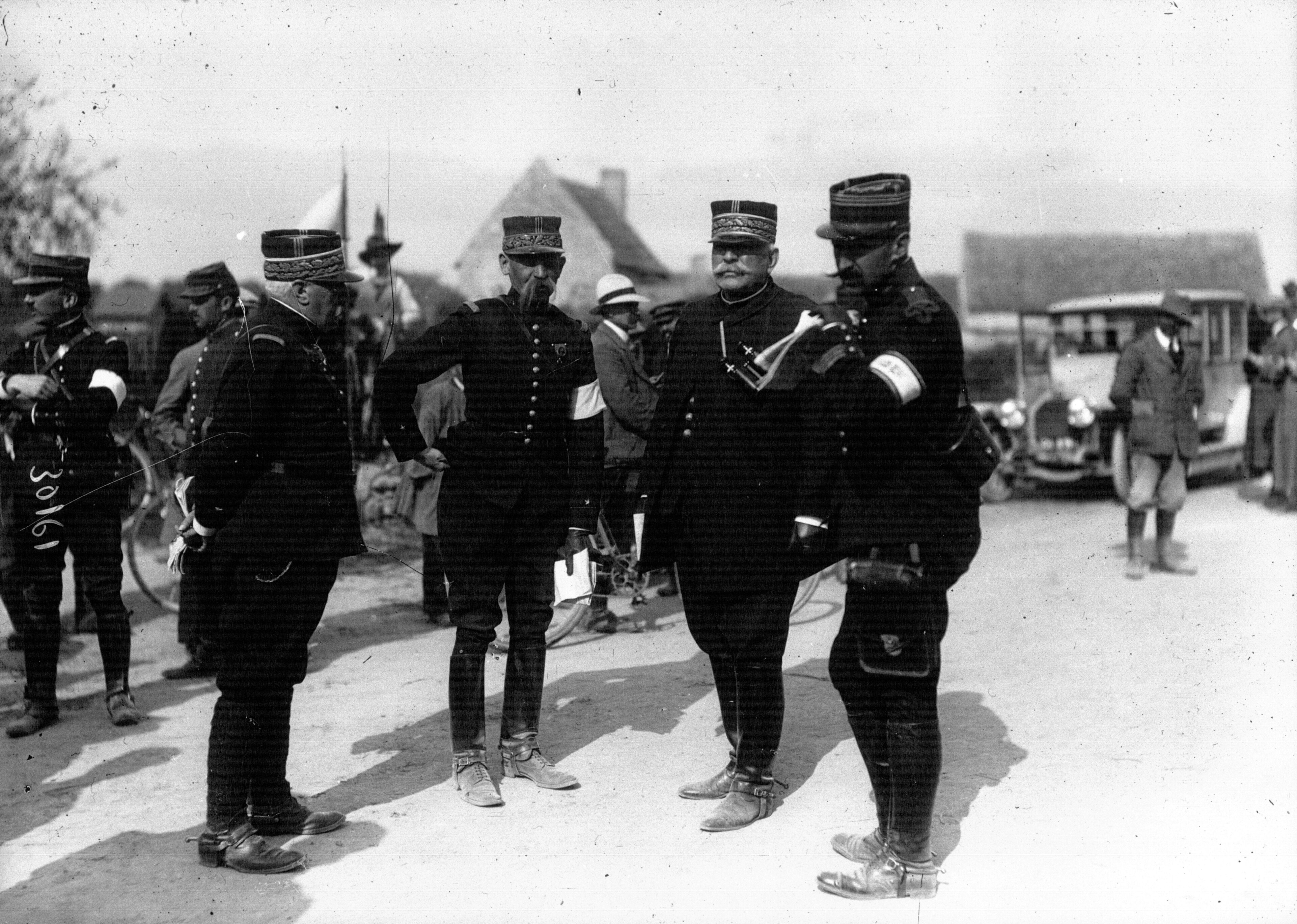
Grandes manœuvres de l'Est en 1912 : les généraux Castelnau et Joffre avec deux arbitres (brassard blanc à la manche).

Les grandes manœuvres d'automne sont les révélatrices de manquements importants, ainsi Percin signale que lors des manœuvres de 1910, la plupart des ordres qu'il a pu consulter sont ambigus voir inintelligibles et que les liaisons interarmes sont mal gérées. Joffre met en avant, lors des manœuvres de 1912 et 1913, le bon travail des états-majors des armées mais en revanche pointe des lacunes importantes chez les chefs de corps d'armée ou de divisions qu'il envisage de remplacer durant les périodes d'instruction dans les camps par des officiers plus jeunes et plus au fait des nouveautés tactiques. De même, ces manœuvres montrent de grosses lacunes de l'infanterie dans l'utilisation du terrain et un manque réel d'outils, les officiers négligent les effets des tirs adverses pour aller directement au corps à corps et mettent 15 minutes à parcourir un terrain qui devrait être parcouru en 2h.
Les manœuvres sont aussi un grand spectacle (présence d'hommes politiques, d'attachés d'ambassade, de journalistes) en décalage avec les réalités de la guerre. Alors que les Allemands reçoivent leurs instructions au dernier moment et manœuvrent sans temps d'arrêt, les Français connaissent les instructions plusieurs mois à l'avance et souvent s'arrêtent en fin de matinée pour trouver où se loger et se nourrir, de plus la majorité des hommes engagés ne sont pas vraiment impliqués dans l'exercice. Ces manœuvres permettent cependant de tester plusieurs avancées technologiques : l'aviation d'observation, la TSF, les cuisines mobiles, différents uniformes….

### Doctrine
La doctrine française a subi de nombreux errements entre 1870 et 1914 principalement dus aux évolutions techniques militaires, aux analyses des conflits de cette période. Ainsi pendant la période de 1871 à 1890 qui correspond à la période de reconstruction de la France, l'emploi de l'armée est plutôt envisagé sur un caractère défensif surtout dans l'Est de la France. Les unités constituées doivent éviter le combat, se réfugier derrière la ligne de défense Serré de Rivière pour permettre aux troupes de se concentrer et pouvoir réagir.
L'apparition de la poudre sans fumée et de l'obus torpille met à mal cette stratégie en rendant inefficaces la plupart des fortifications construites. Dans le même temps, le développement du réseau ferroviaire laisse envisager des temps de concentrations de troupes beaucoup plus rapides et une vision plus offensive de l'emploi de l'armée.
La guerre russo-japonaise de 1905 est utilisée pour montrer l'inefficacité des fortifications classiques devant l'armement moderne tandis que les fortifications de campagne apparaissent comme une alternative crédible intégrant l'armée de campagne comme élément de défense. Au cours de cette période le concept du mythe de l'offensive commence à se développer avec comme point d'orgue les présentations du général de Grandmaison.
À partir de 1912 et de l'arrivée du général Joffre à la tête de l'armée française, est mise en place une réflexion globale de l'utilisation de l'armée et d'un corps doctrinal complet pour les différentes armes de l'armée. Le principe d'une doctrine offensive est conservé avec une préparation intellectuelle et morale de l'armée. En avril 1914, le nouveau règlement de manœuvres de l'infanterie parait, mais trop tard pour que la totalité des cadres de l'infanterie intègre les changements.

### Comparaison avec l'armée allemande
Pour la formation des officiers, les Allemands distinguent les officiers d'état-major destinés à seconder les généraux et les dédiés à des taches plus administratives à la Chancellerie. En 1906, les Allemands forment 250 officiers d'état-major et 500 officiers de ministère. Après 3 ans passés à la Preußische Kriegsakademie, les meilleurs officiers effectuent des stages au sein du Grand état major.
L'armée allemande dispose de plus de 26 camps d'entraînement de plus de 5000 hectares en 1911.
Au déclenchement de la Guerre, l'infanterie allemande dispose de 1512 bataillons face aux 1038 bataillons de l'infanterie française de  campagne (+477 bataillons de territoriaux). Au niveau des mitrailleuses, chaque régiment dispose de 3 sections de deux pièces aux ordres du chef de corps.
L'armée allemande a un budget 3 fois supérieur à celui de l'armée française et dispose donc d'un vivier plus important d’officiers de réserve. La moyenne d'âge de la troupe de réserve allemande est plus jeune et plus instruite également.
La doctrine de l'armée allemande en 1914 suit dans les grandes lignes le règlement des années 1906-8, le principe de base est la fixation de l'adversaire par le feu avec emploi rapide des mitrailleuses et de l'artillerie. Cette fixation est suivie d'un enveloppement par l'une des ailes avec l'utilisation du terrain pour des actions défensives ou de l'infiltration. Les actions à mener sont clairement identifiées par toute la troupe et les initiatives sont recommandées.

## Évolutions

### Uniforme et équipements

#### Uniforme

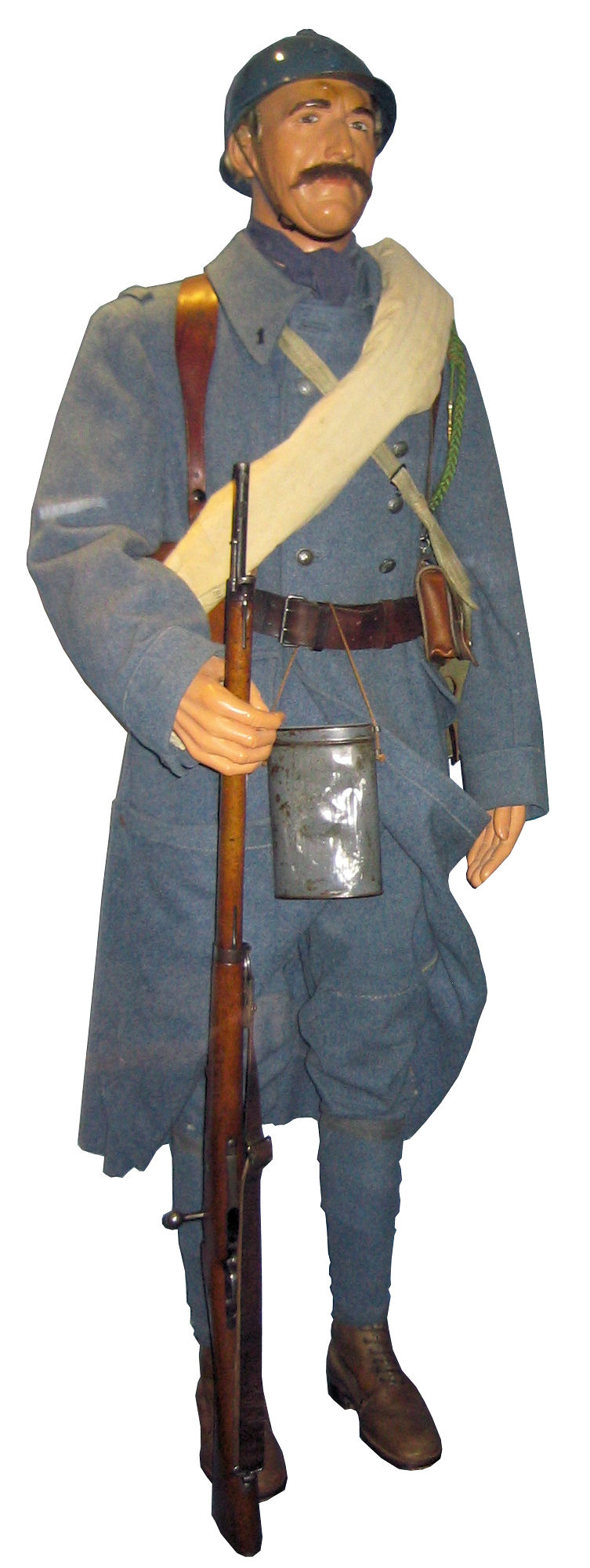
Uniforme du soldat français de première classe.

Dès septembre 1914, une nouvelle capote est proposée pour répondre aux besoins de l'armée en tenant compte des contraintes du conflit. Ainsi le nouveau modèle dit Poiret, du nom du son concepteur, est plus simple à produire, il économise du tissu et de la main d’œuvre. Plusieurs variantes seront produites en début 1915 différant sur le nombre de poches, le type de boutons, les pattes de collet, avant d'obtenir un modèle qui restera en activité jusqu'à l'Armistice. Ce modèle de couleur bleu-horizon est une capote croisée pour mieux se protéger du froid, qui dispose de deux poches à cartouches renforcées d'une sangle, les pans de la capote peuvent s'attacher dans le dos pour faciliter le déplacement dans les tranchées. Durant l'été 1918, avec la modification du type de combat, la tenue doit être allégée, la capote n'est plus exigée.
Au début de la guerre, les soldats ne disposent pas de vareuses, il faut attendre décembre 1914 pour qu'un premier modèle soit choisi. Il sera suivi du modèle 1915 réalisé avec un tissu bleu-horizon et disposant d'une doublure. 
À partir du mois d'octobre 1914, des sur-pantalons bleus sont distribués aux soldats afin de masquer les pantalons rouges et d'augmenter la protection contre le froid. En décembre 1914, la forme du nouveau pantalon bleu-horizon est établie, c'est un pantalon légèrement bouffant au dessus du genou se terminant par une manchette enserrant le mollet, un passepoil de la couleur de l'arme est posé de la taille au genou. Il faut cependant attendre la fin de l'année 1915 pour que ce nouveau pantalon se généralise dans la troupe. Pour compléter cet ensemble, des bandes molletières de couleur bleu-horizon deviennent réglementaires en octobre 1914, des brodequins plus adaptés aux combats dans les tranchées sont distribués à partir de l'année 1915.

#### Casque Adrian

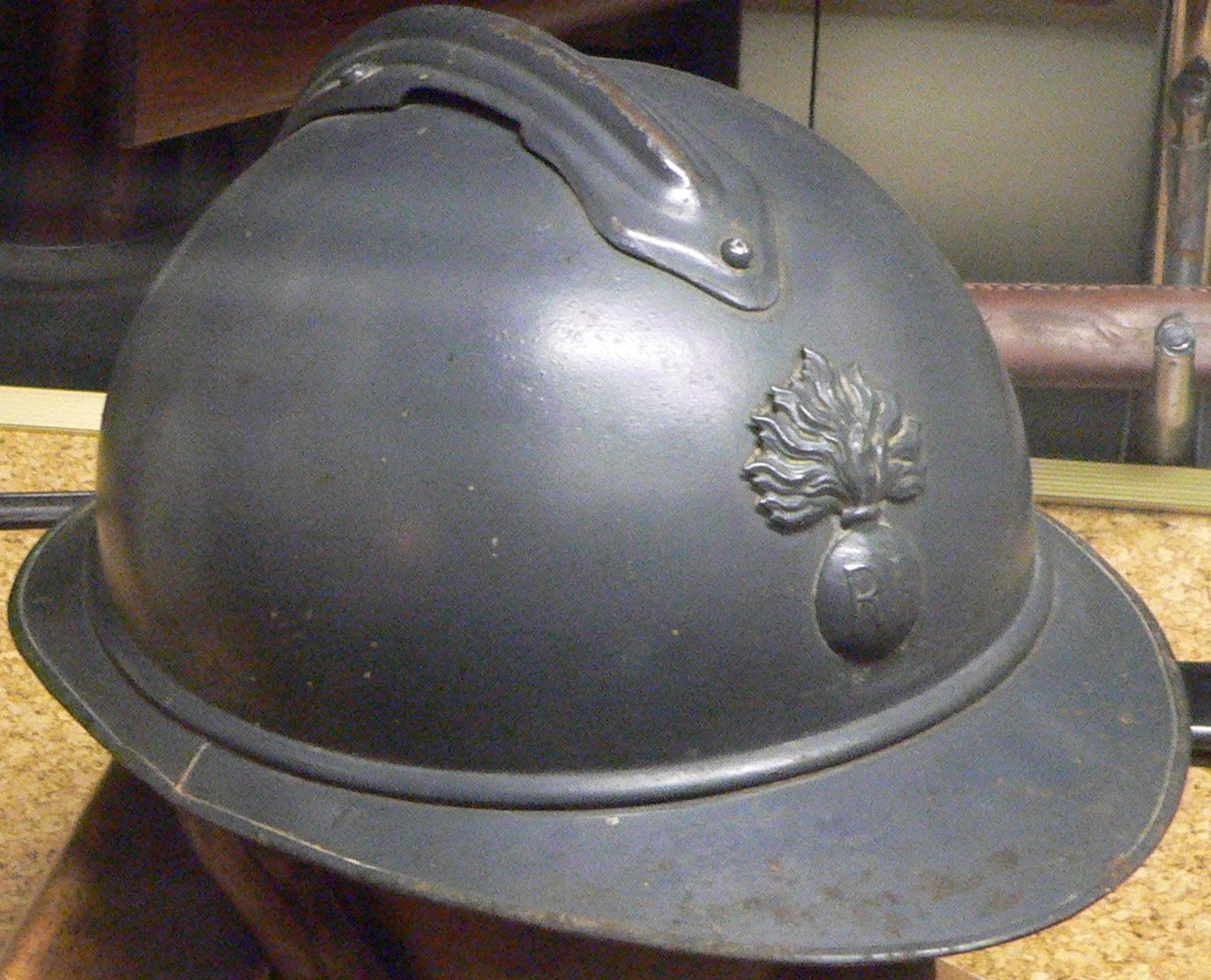
Casque Adrian de l'infanterie française modèle 1915

Les premiers mois du conflit montrent que 77 % des blessures reçues par les soldats sont des blessures à la tête et dans 80 % des cas ces blessures sont fatales. Pour limiter ces blessures, des cervelières sont distribuées à partir de décembre 1914 à placer sous le képi. Le 21 février 1915, le ministère de la Guerre décide de la commande de casques en acier. En avril 1915, le colonel Adrian propose un casque composé de trois pièces d'acier laminé de 7 mm d'épaisseur. Le casque est commandé en juin 1915 et distribué à partir de septembre, l'insigne sur le casque permet de déterminer l'arme du soldat.

#### Masque à gaz
Après la première attaque aux gaz à Ypres le 22 avril 1915, la protection des combattants contre les gaz devient une urgence absolue. La première protection proposée est composée d'une compresse d'hyposulfite pour neutraliser les effets des gaz.
Après plusieurs expérimentations, l'armée française emploie à partir de mars 1916, le masque de protection M2 (en). Il s'agit d'une cagoule dotée d'œilletons permettant la vision et de gazes imprégnées de solutions neutralisantes. Il permet une protection de 4h30 dans un environnement chloré élevé.
L'apparition de nouveaux composés chimiques rend nécessaire la création d'une nouvelle protection, elle est adoptée en janvier 1917 mais ne sera proposée aux combattants qu'à partir de février 1918. Ce masque, dit ARS, copié du masque allemand, est composé d'une cartouche de charbon actif permettant la filtration de l'air inspiré, l'expiration se fait grâce à une soupape évitant l'accumulation de gaz carbonique et de vapeur d'eau. Ce masque permet de tripler les temps de protection. Le masque M2 est conservé comme masque de secours.

#### Outils
En 1914, une compagnie d'infanterie formée de 250 hommes est dotée de 185 outils portatifs, au cours de la guerre la dotation d'outils plus résistants sur le modèle d'outils du génie augmente pour atteindre 205 outils pour une compagnie composée de 175 hommes à la fin du conflit.

### Armements

#### Fusil
À partir de 1915, le fusil Berthier Mle 1907/15 remplace le fusil Lebel 1886, il dispose d'un chargeur de trois cartouches. Par la suite ce fusil est lui aussi modifié en fusil Berthier Mle 1916 pour utiliser des chargeurs de cinq cartouches.

#### Grenades
Avec le basculement du conflit en une guerre de siège globale, la recherche d'armes spécifiques plus rapides d'usage que le fusil et d'un rayon d'action supérieur à la baïonnette se fait ressentir. La grenade à main est alors remise au gout du jour, cette arme avait été utilisée pour la dernière fois lors du siège de Sébastopol. L'armée française emploie dans un premier temps les stocks de grenades à main modèle 1882 initialement destinées à la défense des forts.
Au cours de l'année 1915, de nombreux prototypes de grenades explosives, suffocantes, lacrymogènes, incendiaires et fumigènes sont testés sur le front. Ces différentes grenades appartiennent aux grenades de type fusantes dotées d'une mèche à combustion lente provoquant l'explosion 5 secondes après le déclenchement ou aux grenades de type percutantes dont l'explosion est provoquée par choc du percuteur. Après de longs tâtonnements, les grenades percutantes sont abandonnées à l'exception de la Citron-Foug en raison de leur dangerosité d'emploi.
En 1916, les grenades explosives percutantes Citron-Foug et les grenades explosives F1 fusantes à grand rayon d'action sont adoptées lors des phases de combat défensif. En mode de combat offensif, les grenades explosives OF à faible rayon d'action, les grenades suffocantes, les grenades incendiaires et les grenades fumigènes modèle 1916 sont privilégiées.

#### Grenades à fusil
À la fin de l'année 1915, commencent les premiers essais de la grenade à fusil Viven-Bessières. En 1916, cette arme est généralisée : l'utilisation d'un tromblon à l'extrémité du fusil et d'une cartouche à balle D permet d'envoyer la grenade (475 grammes dont 60 grammes d'explosifs) dans des bonnes conditions de sécurité à 190 mètres. Il est alors possible de produire un barrage lors d'une phase défensive, de détruire des créneaux lors de luttes de harcèlement ou d'atteindre des mitrailleuses masquées lors de phases offensives.

#### Fusil-mitrailleur
En janvier 1915, Joffre ordonne des recherches sur un fusil-mitrailleur pour obtenir une puissance de feu importante tout en étant mobile. En 1916, le fusil-mitrailleur Chauchat est mis en service, cette arme plus légère dispose d'un personnel réduit, de chargeurs semi-circulaires de 20 cartouches avec une cadence de tirs potentielle de 250 coups/min. Elle a la possibilité de tirer au coup par coup (60 à 80 coups/min) ou tir en mitrailleuse. Cette arme permet un tir en fauchant et des changements rapides d'objectifs, elle dispose d'une précision équivalente à une mitrailleuse jusqu'à 600 ou 700 mètres, la dispersion du tir est ensuite plus importante. Chaque compagnie est dotée de 8 fusils-mitrailleurs.

#### Mitrailleuse
La mitrailleuse Saint-Étienne est peu à peu abandonnée car jugée trop fragile dans un emploi en guerre de tranchée, elle disparait des  troupes de premières lignes en 1917. Elle est remplacée par la mitrailleuse Hotchkiss qui fonctionne par emprunt des gaz. Cette mitrailleuse permet deux types de tirs, tir intermittent ou tir automatique, elle dispose d'une cadence de tir de 450 coups/min, elle est alimentée par des chargeurs de cartouches métalliques de 24 cartouches ou par des bandes souples de 300 cartouches.

#### Canon d'infanterie de 37 mm TR modèle 16
En 1916, les régiments d'infanterie sont dotés de trois canons d'accompagnement d'infanterie à tir rapide pour détruire les nids de mitrailleuses allemandes utilisés pour la première fois lors de la bataille de la Somme. Cette arme est mobile et peut accompagner l'infanterie, précise et facilement réglable, portée de 1 500 mètres avec une vitesse de tirs de 15 coups par minute. L'obus de 500 grammes a les mêmes effets qu'une grenade mais avec une force de pénétration lui permettant de traverser trois couches de sacs de terre, un blindage en bois ou une plaque de métal. L'utilité de cette arme souvent remise en question durant les périodes de guerre de position s'est révélée durant la seconde partie de l'année 1918. Elle est employée en phase défensive ou de lutte de tranchée à tranchée pour la destruction de créneaux ou d'observatoire. Lors de phases offensives, le canon est mis en position au dernier moment et cible les nids de mitrailleuses encore intacts ou employé pour couvrir les flancs d'une attaque.

#### Mortier d'accompagnement
À partir de l'année 1917, les bataillons d'infanterie voient leur armement de soutien renforcé par l'ajout au canon de 37 mm de mortiers. Cette nouvelle arme permet de soutenir l'infanterie lorsque l'artillerie ne peut intervenir par manque de liaison ou lorsque l'objectif est trop proche. Le premier mortier est le Jouhandeau-Deslandres d'un poids de 48 kg qui permet d'envoyer un projectile de 3 kg dont 900 g de mélinite ou un obus fumigène à une distance comprise entre 300 m et 1,1 km à une cadence de 7 à 8 coups par minute. Il est cependant rapidement remplacé par le mortier Stokes qui dispose d'une cadence de tir bien supérieure entre 15 et 30 coups par minute.

### Organisation et effectifs

#### Organisation
À la fin de l'année 1914, l'infanterie française est organisée en 49 divisions d'active, 23 divisions de réserve et 11 divisions territoriales. En 1915, le nombre de divisions d'active passe à 98, les divisions de réserve sont dissoutes tandis que le nombre de divisions territoriales reste constant. Les nouvelles divisions d'active sont formées à partir des éléments des divisions de réserve, de l'amalgame de la classe 15 et de la diminution de l'effectif des compagnies à 200 hommes.
En 1916, le nombre des divisions d'active passe à 110, celui des divisions territoriales est réduit à 7. Les éléments territoriaux sont organisés en bataillons combattants et non combattants. Les bataillons combattants deviennent les réserves d'infanterie des corps d'armée, les bataillons d'active jusque là employés pour cette fonction sont employés pour former de nouvelles divisions d'infanterie. Les bataillons territoriaux combattants sont également employés pour occuper les secondes positions et effectuer des travaux au front. 
En 1917, la division d'infanterie voit son effectif se modifier, l'infanterie divisionnaire est maintenant formée de 3 régiments à trois bataillons de quatre compagnies dont une compagnie de mitrailleuses. Les divisions territoriales sont supprimées.
En 1918, les bataillons de territoriaux sont transformés en bataillon à trois compagnies de pionniers à la disposition des divisions d'infanterie quant aux compagnies de mitrailleuses territoriales, elles sont réunies en bataillon et mis à disposition des corps d'armée.

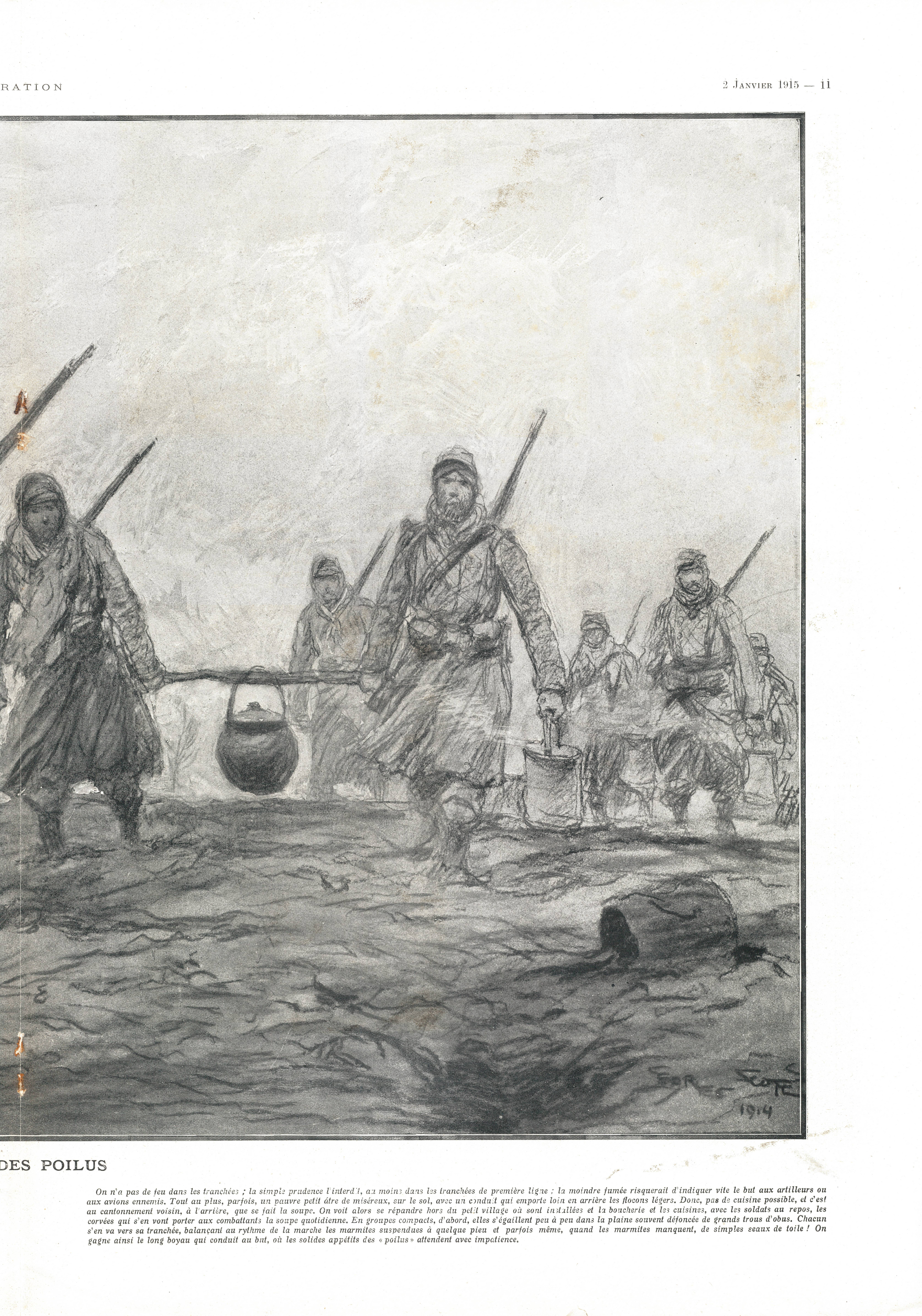
Ravitaillement de l'infanterie sur le front, L'Illustration, 2 janvier 1915.

L'infanterie française voit ses effectifs évoluer au cours du conflit. Elle atteint un pic d'effectif en mai 1915 avec 71,6 % des effectifs engagés. Ce pourcentage diminue progressivement pour atteindre 50,4 % en octobre 1918. Cette diminution est à lier avec l'augmentation des effectifs de l'artillerie, de l'aviation et des services.

#### Effectifs
Évolution de l'effectif au sein d'un bataillon, d'une compagnie et de l'unité de combat l'escouade au cours du temps

## Pertes
L'infanterie est l'arme qui a subi le plus de pertes tant au niveau des soldats que des officiers. Les pertes de l'infanterie sont compilées dans le tableau ci dessous.
| Année | Pertes  | Moyenne mensuelle | Pourcentage |
| ----- | ------- | ----------------- | ----------- |
| 1914  | 301 350 | 60 270            | 2.95%       |
| 1915  | 348 850 | 29 070            | 1%          |
| 1916  | 252 300 | 21 020            | 0.71%       |
| 1917  | 163 700 | 12 600            | 0.45%       |
| 1918  | 223 300 | 21 670            | 0.75%       |

Les pertes parmi les officiers s'élèvent à 36 000 dont 29 200 dans l'infanterie. En pourcentage, elles représentent 22.9% des officiers d'infanterie.